# Calanches de Piana
De Calanches de Piana, in het Nederlands Calanches van Piana, zijn Corsicaanse calanques gelegen tussen Ajaccio en Calvi.
Het gebied staat samen met de Golf van Porto, Golf van Girolata en Scandola op de werelderfgoedlijst.